# Medico competente
Il medico competente, ai sensi della legislazione italiana in tema di sicurezza sul lavoro, è il medico che collabora col datore di lavoro  per effettuare la sorveglianza sanitaria e per tutti gli altri compiti riferiti al Testo unico sulla sicurezza nei luoghi di lavoro, come, ad esempio, collaborare alla valutazione dei rischi.

## Definizione
Il medico competente viene definito dalla legislazione vigente (art. 2 c.1 lett. h D.lgs. 81/08) come: «medico in possesso di uno dei titoli e dei requisiti formativi e professionali di cui all’articolo 38, che collabora, secondo quanto previsto all’articolo 29, comma 1, col datore di lavoro ai fini della valutazione dei rischi ed è nominato dallo stesso per effettuare la sorveglianza sanitaria e per tutti gli altri compiti di cui al presente decreto».

## Caratteristiche
Il medico competente deve essere in possesso di particolari titoli e requisiti e viene designato dal datore di lavoro.

## Requisiti
Secondo l'articolo 38 dello stesso D.Lgs. 81/08, può svolgere l'attività di medico competente il laureato in medicina che sia in possesso di almeno uno dei seguenti titoli o requisiti:
- specializzazione in Medicina del lavoro o in Medicina preventiva dei lavoratori e psicotecnica[3];
- specializzazione in Igiene e medicina preventiva o in Medicina legale dopo il conseguimento di uno specifico master universitario di II livello abilitante;
- docenza in Medicina del lavoro o in Medicina preventiva dei lavoratori e psicotecnica o in Tossicologia industriale o in Igiene industriale o in Fisiologia e Igiene del lavoro o in Clinica del lavoro;
- autorizzazione di cui all'articolo 55 del decreto legislativo 15 agosto 1991, n. 277[4];
- con esclusivo riferimento al ruolo dei sanitari delle Forze Armate, compresa l'Arma dei Carabinieri, della Polizia di Stato e della Guardia di Finanza, svolgimento di attività di medico nel settore del lavoro per almeno quattro anni. Con circolare interna del dicembre 2016, nell'Esercito è abilitato alla figura di medico competente qualsiasi ufficiale medico che abbia maturato almeno 4 anni di servizio.

Tutti i medici in possesso dei requisiti sono iscritti all'elenco nazionale dei medici competenti, istituito presso il Ministero della salute, consultabile per regioni.